# Thomas Meighan
Pour les articles homonymes, voir Meighan.
Thomas Meighan est un acteur américain, né le 9 avril 1879 à Pittsburgh (Pennsylvanie), mort le 8 juillet 1936 à Great Neck (État de New York).

## Biographie
Thomas Meighan commence sa carrière au théâtre et joue notamment à Broadway (New York) entre 1900 et 1912, dans six pièces (dont deux avec John Barrymore et Lucile Watson).
Au cinéma, de 1914 à 1928, il contribue à près de quatre-vingts films muets (la plupart produits par la Famous Players-Lasky Corporation), quasiment tous américains — sauf le premier, un court métrage britannique avec Gladys Cooper, tourné pendant qu'il se produit au théâtre en Angleterre, en 1914 —. Fait notable, il apparaît dans sept films de William C. de Mille et cinq autres de son frère Cecil B. DeMille (dont trois comptent parmi ses plus connus, L'Admirable Crichton en 1919, L'Échange en 1920 et Le Réquisitoire en 1922).
Parmi ses partenaires féminines, mentionnons Renée Adorée (deux films), Louise Brooks (un film en 1927, La Cité maudite de James Cruze), Billie Burke (cinq films), Gloria Swanson et Bebe Daniels (deux films, L'Admirable Crichton et L'Échange), Pauline Frederick (cinq films), Leatrice Joy (trois films en 1922, dont Le Réquisitoire), Lila Lee (onze films, dont L'Admirable Crichton, leur premier ensemble), Mary Pickford (un film en 1918, L'Enfant de la forêt de Marshall Neilan), Blanche Sweet (cinq films), Norma Talmadge (trois films), Virginia Valli (deux films), ou encore Lois Wilson (cinq films, dont Le Réquisitoire).
Le premier film parlant de Thomas Meighan est The Argyle Case d'Howard Bretherton (avec H. B. Warner, Lila Lee et Zasu Pitts), sorti en 1929. Il tourne seulement cinq autres films parlants, le dernier étant Peck's Bad Boy d'Edward F. Cline (avec Jackie Cooper), sorti en 1934. Deux ans après, en 1936, il meurt prématurément d'un cancer du poumon.
Pour sa contribution au cinéma, une étoile lui est dédiée sur le Walk of Fame d'Hollywood Boulevard.

## Théâtre (sélection)
(pièces jouées à Broadway, sauf mention contraire)
- 1900 : His Majesty, the Girl Queen of Nordenmark de J.I.C. Clarke
- 1903 : Major Andre de Clyde Fitch, avec Arthur Byron
- 1903-1904 : Glad of It de Clyde Fitch, avec John Barrymore, Grant Mitchell, Robert Warwick, Lucile Watson
- 1904 : The Dictator de Richard Harding Davis, avec John Barrymore, Lucile Watson
- 1910 : The Family de Robert H. Davis
- 1911-1912 : The Return of Peter Grimm de (et produite par) David Belasco
- 1914 : Broadway Jones de George M. Cohan (à Londres et Bristol)

## Filmographie partielle

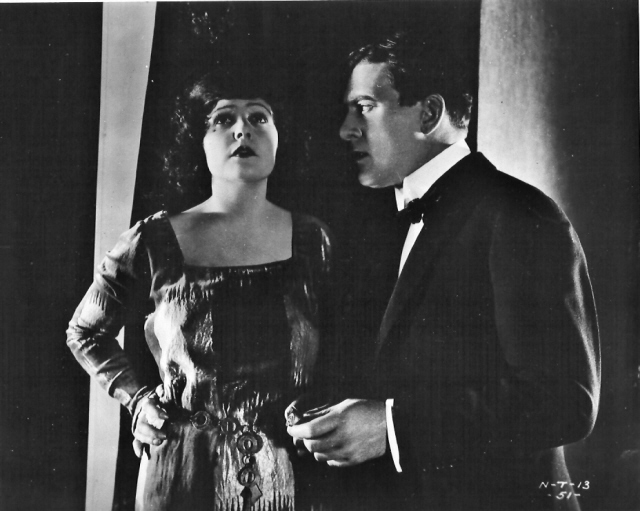
Avec Norma Talmadge dans The Probation Wife (1919).

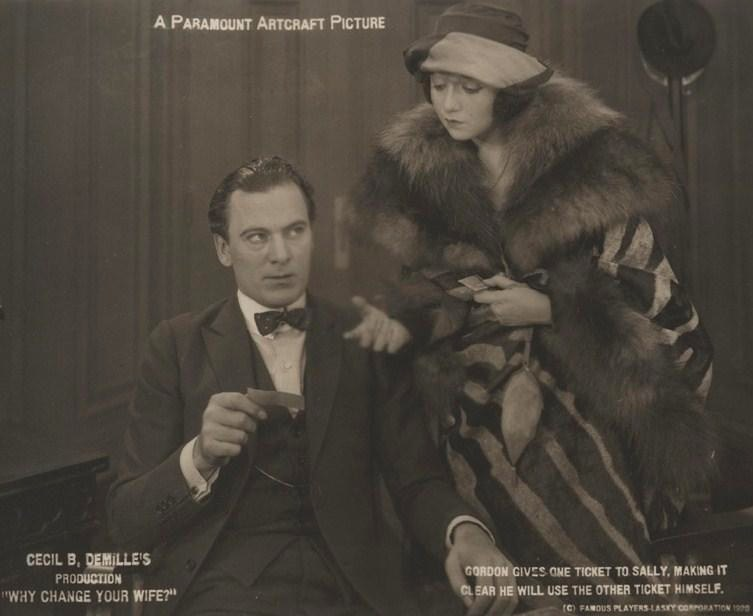
Avec Bebe Daniels, dans L'Échange (1920)

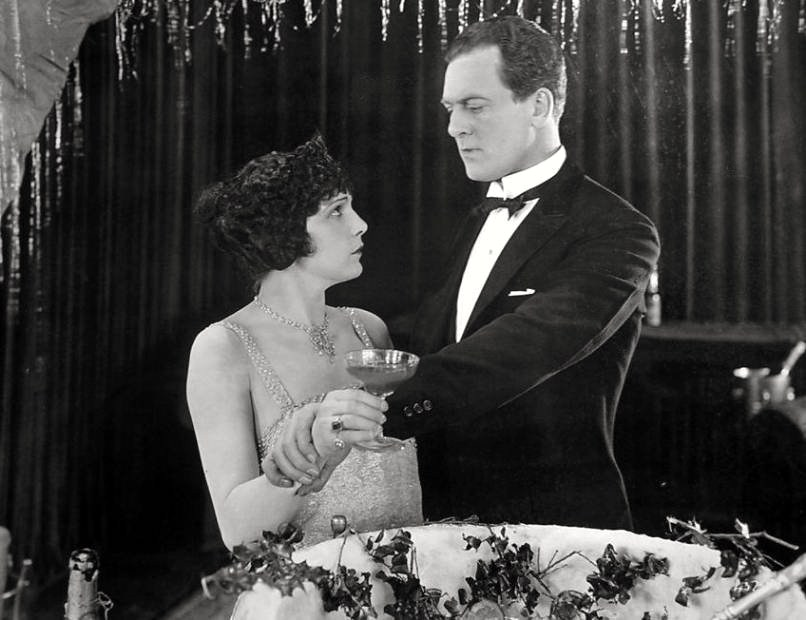
Avec Leatrice Joy, dans Le Réquisitoire (1922)

(films américains, sauf mention contraire)
- 1914 : Danny Donovan, the Gentleman Cracksman de Walter Waller (court métrage britannique)
- 1915 : Kindling de Cecil B. DeMille
- 1915 : The Fighting Hope (en) de George Melford
- 1915 : Vers la lumière (Out of the Darkness) de George Melford
- 1915 : Blackbirds de J. P. McGowan
- 1915 : The Secret Sin de Frank Reicher
- 1915 : Armstrong's Wife de George Melford
- 1915 : The Immigrant de George Melford
- 1916 : The Sowers de William C. de Mille et Frank Reicher
- 1916 : The Storm de Frank Reicher
- 1916 : The Heir to the Hoorah de William C. de Mille
- 1916 : Pudd'nhead Wilson de Frank Reicher
- 1916 : La Piste du pin solitaire (The Trail of the Lonesome Pine) de Cecil B. DeMille
- 1917 : The Silent Partner (en) de Marshall Neilan
- 1917 : The Mysterious Miss Terry de J. Searle Dawley
- 1917 : Sleeping Fires d'Hugh Ford
- 1917 : Her Better Self de Robert G. Vignola
- 1918 : Eve's Daughter de James Kirkwood, Sr.
- 1918 : L'Enfant de la forêt (M'Liss) de Marshall Neilan
- 1918 : L'Auberge isolée (Heart of the Wilds) de Marshall Neilan
- 1918 : Le Mirage (In Pursuit of Polly) de Chester Withey
- 1918 : La Cité défendue (The Forbidden City) de Sidney Franklin
- 1918 : Madame Jealousy de Robert G. Vignola
- 1918 : Missing de James Young
- 1919 : Peg o' My Heart de William C. de Mille
- 1919 : Le Miracle (The Miracle Man) de George Loane Tucker
- 1919 : The Thunderbolt de Colin Campbell
- 1919 : L'Admirable Crichton (Male and Female) de Cecil B. DeMille
- 1919 : Épouse à l'essai (The Probation Wife) de Sidney Franklin
- 1920 : Conrad in Quest of His Youth de William C. de Mille
- 1920 : Civilian Clothes de Hugh Ford
- 1920 : L'Échange (Why Change Your Wife ?) de Cecil B. DeMille
- 1921 : The City of Silent Men de Tom Forman
- 1921 : The Conquest of Canaan de Roy William Neill
- 1921 : Frontier of the Stars de Charles Maigne
- 1921 : The Easy Road de Tom Forman
- 1922 : Le Réquisitoire (Manslaughter) de Cecil B. DeMille
- 1922 : La Belle Revanche (Back Home and Broke) d'Alfred E. Green
- 1922 : The Man Who Saw Tomorrow d'Alfred E. Green
- 1923 : Hollywood de James Cruze (caméo ; lui-même)
- 1923 : Woman-Proof d'Alfred E. Green
- 1923 : Homeward Bound de Ralph Ince
- 1924 : Le Vainqueur (The Alaskan) de Herbert Brenon
- 1924 : Calomnie (Pied Piper Malone) de Alfred E. Green
- 1924 : L'Émeute (Tongues of Flame) de Joseph Henabery
- 1925 : En disgrâce (Coming Through) de A. Edward Sutherland[1]
- 1925 : The Man who found Himself d'Alfred E. Green
- 1926 : Les Dieux de bronze (Tin Gods) d'Allan Dwan
- 1926 : The Canadian de William Beaudine
- 1926 : Le Bel Âge (Fascination Youth) de Sam Wood (caméo ; lui-même)
- 1926 : The New Klondike de Lewis Milestone
- 1927 : La Cité maudite ou La Ville maudite (The City Gone Wild) de James Cruze
- 1927 : Blind Alleys de Frank Tuttle
- 1928 : L'Infidèle (The Mating Call) de James Cruze
- 1928 : The Racket de Lewis Milestone
- 1929 : The Argyle Case de Howard Bretherton
- 1931 : Young Sinners de John G. Blystone
- 1931 : Skyline de Sam Taylor
- 1932 : Cheaters at Play d'Hamilton MacFadden
- 1932 : Madison Square Garden de Harry Joe Brown
- 1934 : Mon gosse (Peck's Bad Boy) d'Edward F. Cline

## Galerie photos

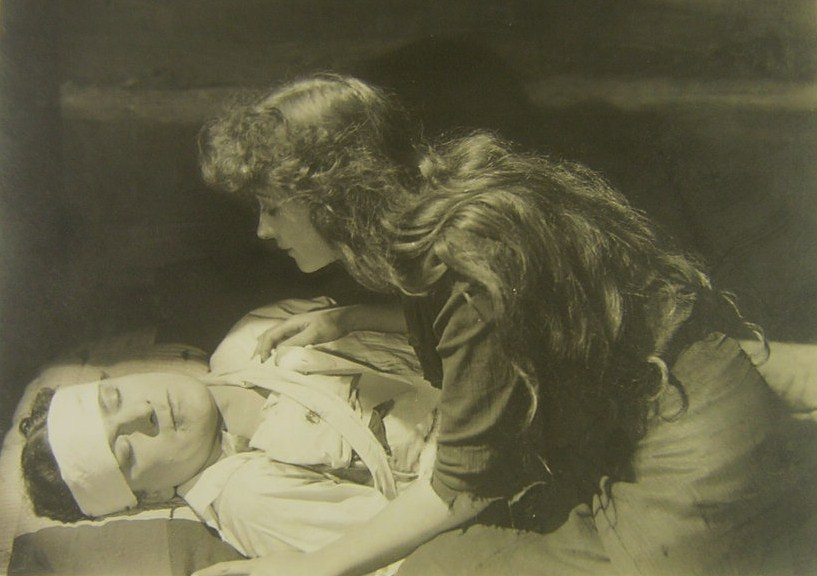
Avec Charlotte Walker, dans La Piste du pin solitaire (1916)
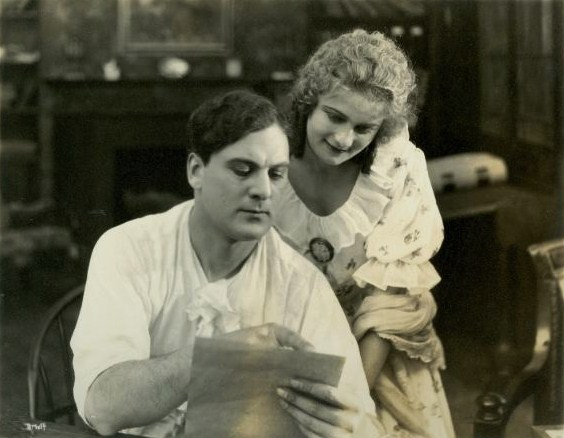
Avec Florence Dagmar, dans Pudd'nhead Wilson (1916)
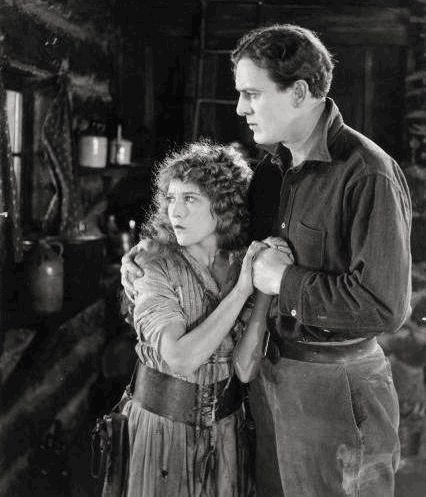
Avec Mary Pickford, dans L'Enfant de la forêt (1918)
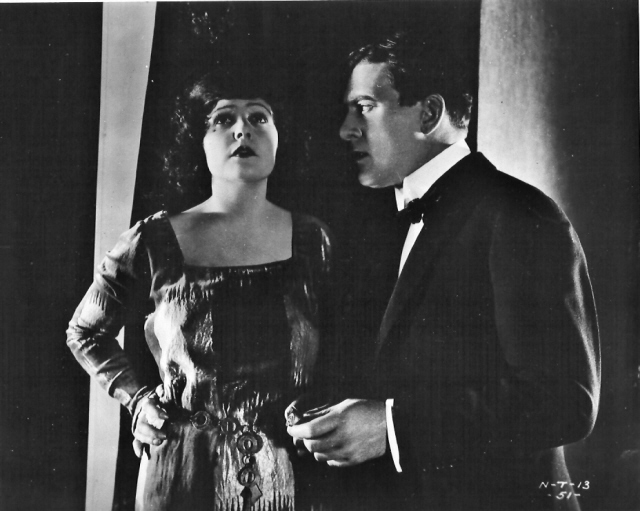
Avec Norma Talmadge, dans Épouse à l'essai (1919)
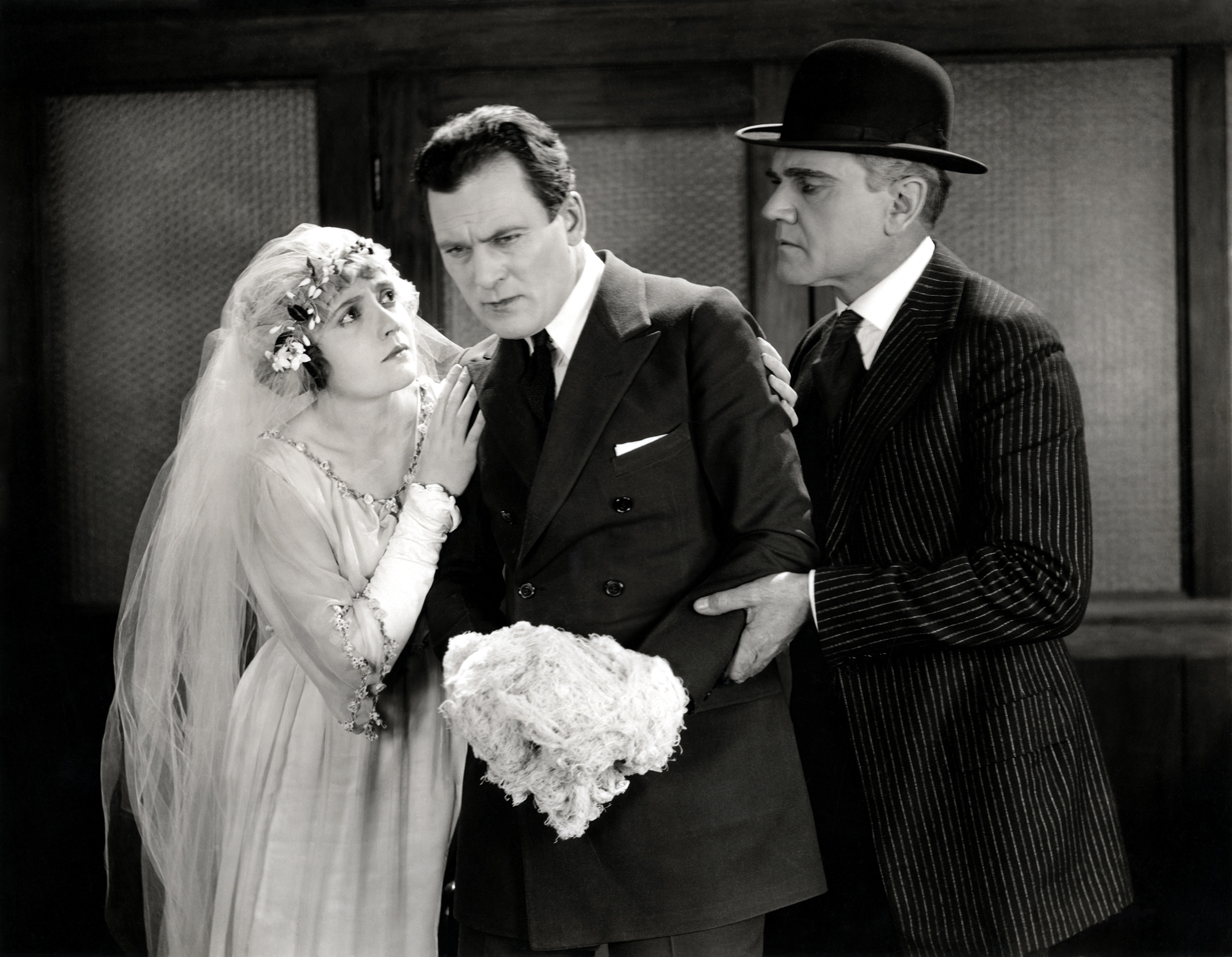
De g. à d. : Lois Wilson, Thomas Meighan et George MacQuarrie, dans The City of Silent Men (1921)
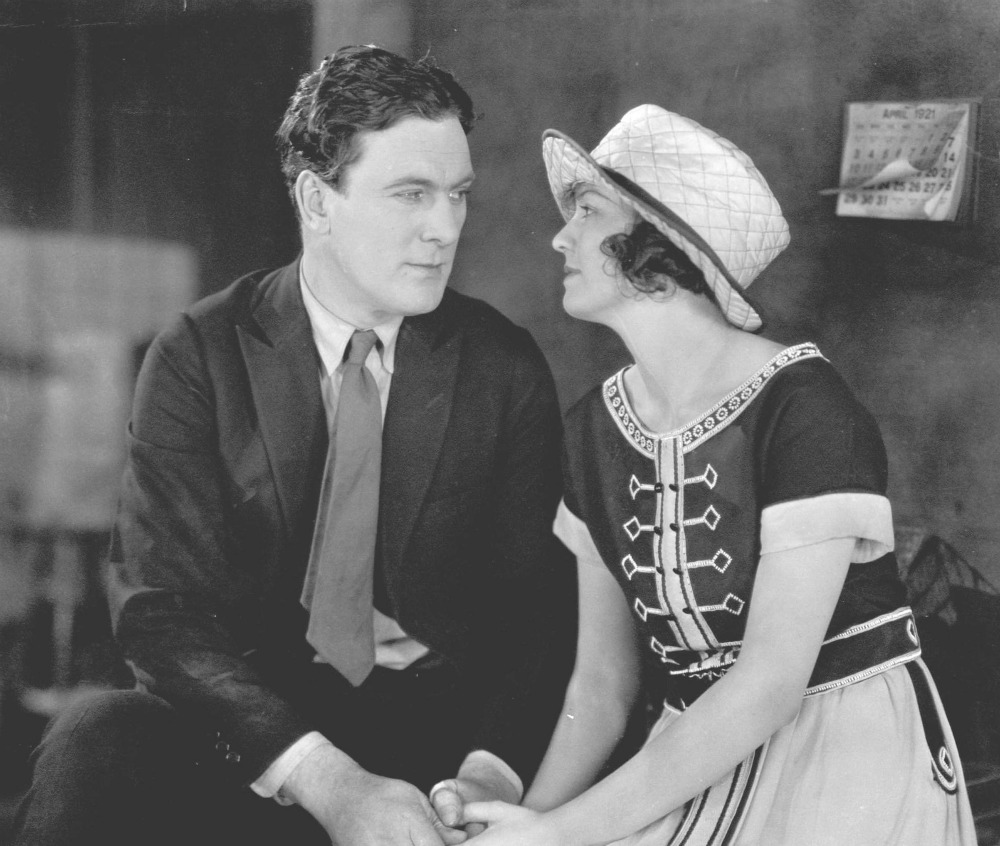
Avec Doris Kenyon, dans The Conquest of Canaan (1921)
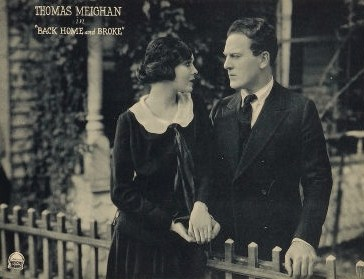
Avec Lila Lee, dans La Belle Revanche (1922)
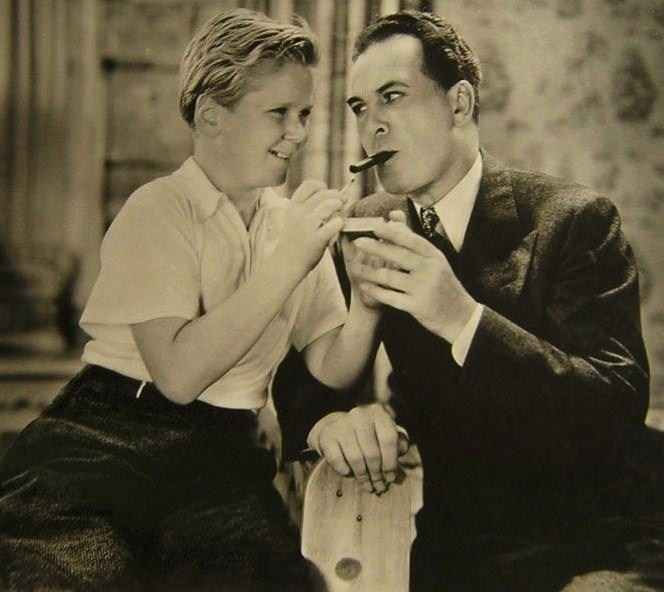
Avec Jackie Cooper, dans Peck's Bad Boy (1934)